# Tasklist
tasklist est un programme informatique DOS, qui affiche les processus lancé sur un ordinateur Windows, local ou distant.
Il est équivalent à la commande UNIX ps, et peut être comparé au gestionnaire de tâches Windows (taskmgr), ou à la commande Unix top.

## Utilisation
Par défaut les processus sont classés par ordre chronologique :
```
C
:
\Users\User1
>tasklist

Nom de l'image                 PID Nom de la session   Numéro   Utilisation
========================= ======== ================ =========== ============
System Idle Process              0 Services                   0        24 Ko
System                           4 Services                   0    25 720 Ko
smss.exe                       336 Services                   0       468 Ko
csrss.exe                      460 Services                   0     5 208 Ko
wininit.exe                    564 Services                   0     1 920 Ko
csrss.exe                      584 Console                    1     8 112 Ko
winlogon.exe                   628 Console                    1     2 832 Ko
services.exe                   676 Services                   0     8 996 Ko
lsass.exe                      684 Services                   0    11 568 Ko
lsm.exe                        692 Services                   0     3 052 Ko
svchost.exe                    816 Services                   0     8 160 Ko
svchost.exe                    916 Services                   0     9 340 Ko
atiesrxx.exe                   972 Services                   0     1 868 Ko
svchost.exe                    348 Services                   0    23 192 Ko
svchost.exe                    472 Services                   0   141 664 Ko
svchost.exe                    504 Services                   0    50 584 Ko
stacsv64.exe                   388 Services                   0    11 084 Ko
svchost.exe                   1216 Services                   0    25 072 Ko
hpservice.exe                 1272 Services                   0     1 964 Ko
vcsFPService.exe              1316 Services                   0     4 884 Ko
svchost.exe                   1360 Services                   0    33 888 Ko
AvastSvc.exe                  1476 Services                   0    13 704 Ko
wlanext.exe                   1484 Services                   0     2 472 Ko
conhost.exe                   1492 Services                   0     1 248 Ko
spoolsv.exe                   1800 Services                   0     7 796 Ko
DpHostW.exe                   1888 Services                   0    14 856 Ko
svchost.exe                   2004 Services                   0    13 680 Ko
svchost.exe                   1124 Services                   0    12 512 Ko
AESTSr64.exe                  1412 Services                   0     1 500 Ko
btwdins.exe                   1352 Services                   0     2 676 Ko
ezSharedSvcHost.exe           2104 Services                   0     1 804 Ko
HPDrvMntSvc.exe               2148 Services                   0       960 Ko
HPWMISVC.exe                  2180 Services                   0     2 224 Ko
LSSrvc.exe                    2216 Services                   0     1 232 Ko
ccsvchst.exe                  2296 Services                   0    18 940 Ko
NOBuAgent.exe                 2332 Services                   0     3 120 Ko
SeaPort.exe                   2408 Services                   0     7 364 Ko
WLIDSVC.EXE                   2484 Services                   0     5 496 Ko
SearchIndexer.exe             2940 Services                   0    44 928 Ko
WLIDSVCM.EXE                  2960 Services                   0     1 652 Ko
WmiPrvSE.exe                  1860 Services                   0     7 436 Ko
svchost.exe                   3324 Services                   0     4 152 Ko
atieclxx.exe                  3600 Console                    1     3 576 Ko
DPAgent.exe                   3852 Console                    1     9 764 Ko
dwm.exe                       3860 Console                    1    36 744 Ko
taskhost.exe                  3900 Console                    1     8 284 Ko
ccsvchst.exe                  3700 Console                    1    10 236 Ko
igfxpers.exe                  4280 Console                    1     4 000 Ko
SynTPEnh.exe                  4328 Console                    1     8 928 Ko
sttray64.exe                  4360 Console                    1     8 216 Ko
SmartMenu.exe                 4416 Console                    1    11 420 Ko
SynTPHelper.exe               4476 Console                    1     2 404 Ko
DpAgent.exe                   4684 Console                    1     2 000 Ko
mswinext.exe                  4748 Console                    1    43 236 Ko
HPMSGSVC.exe                  4764 Console                    1     3 996 Ko
jusched.exe                   4876 Console                    1     3 972 Ko
hpqWmiEx.exe                  4912 Services                   0     3 548 Ko
AvastUI.exe                   4936 Console                    1     4 352 Ko
wmpnetwk.exe                  4308 Services                   0    14 152 Ko
svchost.exe                    776 Services                   0    15 852 Ko
dllhost.exe                   5204 Services                   0     4 228 Ko
MOM.exe                       5820 Console                    1     7 212 Ko
CCC.exe                       5904 Console                    1    23 052 Ko
PresentationFontCache.exe     5564 Services                   0     5 904 Ko
HPHC_Service.exe              5752 Services                   0     9 028 Ko
HPWA_Service.exe              5164 Services                   0    24 660 Ko
LMS.exe                       2020 Services                   0     5 716 Ko
UNS.exe                       4628 Services                   0     4 444 Ko
cmd.exe                       5740 Console                    1     1 968 Ko
conhost.exe                   5748 Console                    1     4 000 Ko
HPWA_Main.exe                 5220 Console                    1    29 084 Ko
hpCaslNotification.exe        6100 Console                    1     5 576 Ko
svchost.exe                   3880 Services                   0     1 648 Ko
WerFault.exe                  6940 Console                    1     4 332 Ko
WerFault.exe                  8064 Console                    1     4 616 Ko
explorer.exe                  5600 Console                    1    80 196 Ko
cmd.exe                       6908 Console                    1     2 020 Ko
conhost.exe                   8340 Console                    1     4 228 Ko
python.exe                    3540 Console                    1    54 872 Ko
WmiPrvSE.exe                  5548 Services                   0     9 900 Ko
firefox.exe                   6712 Console                    1   768 368 Ko
WUDFHost.exe                  7248 Services                   0     8 096 Ko
pidgin.exe                    3448 Console                    1    53 264 Ko
python.exe                    2576 Console                    1   123 024 Ko
plugin-container.exe          2768 Console                    1    17 820 Ko
cmd.exe                       7840 Console                    1     3 772 Ko
conhost.exe                   8856 Console                    1     7 876 Ko
python.exe                    6304 Console                    1    20 488 Ko
plugin-container.exe          7800 Console                    1    35 188 Ko
SearchProtocolHost.exe        3940 Services                   0     7 548 Ko
audiodg.exe                   6648 Services                   0    17 228 Ko
SearchFilterHost.exe          2264 Services                   0     7 268 Ko
cmd.exe                       8120 Console                    1     3 716 Ko
conhost.exe                   9148 Console                    1     7 588 Ko
tasklist.exe                  9172 Console                    1     6 760 Ko

C
:
\Users\User1
>

```